# 托比亞斯·埃伍德
托比亞斯·埃伍德（英語：Tobias Ellwood，1966年8月12日—）是一位英格蘭政治人物，他的黨籍是保守黨。自2005年開始，他擔任東伯恩茅斯選區選出的英國下議院議員。他擁有英國和美國的雙重國籍。